# Амирово (Татарстан)
Ами́рово (тат. Әмир) — село в Черемшанском районе  Республики Татарстан. Входит в состав Лашманского сельского поселения.

## Этимология
Топоним произошёл от татарского антропонима «Әмир» (Амир).

## География
Село расположено в Восточном Закамье в верховье реки Большая Сульча, в 11 километрах к северу от села Черемшана. 
Высота над уровнем моря — 174 м. 

## История
В «Списке населенных мест по сведениям 1859 года», изданном в 1864 году, населённый пункт упомянут как казённая деревня Амирова 2-го стана Бугульминского уезда Самарской губернии. Располагалась при реке Сюльче, по правую сторону Симбирского просёлочного тракта в Бугульму, в 98 верстах от уездного города Бугульмы и в 8 верстах от становой квартиры в казённом селе Черемшане. В деревне в 53 дворах жили 354 человека (176 мужчин и 178 женщин). Была мечеть.

## Население
| 1859 | 1886 | 1926 | 1949 | 1958 | 1970 | 1979 | 1989 | 2000 |
| ---- | ---- | ---- | ---- | ---- | ---- | ---- | ---- | ---- |
| 354  | 607  | 795  | 716  | 616  | 721  | 592  | 412  | 383  |

Национальный состав
По данным переписей населения, в селе проживают татары. По переписи 2002 года их доля составляла 99 %.

## Экономика
Полеводство, скотоводство.

## Инфраструктура
Начальная школа, клуб. 
В селе 3 улицы.

## Религиозные объекты
Мечеть.